# Kutlughkhànida
La dinastia Kutlughkhànida (dels kutlughkhànides) de vegades també kutlúghida (dels kutúghlides) fou una nissaga de Kirman que va governar la província entre 1222 i 1318. El nom deriva del títol del fundador "Kutlugh Khan" un amir de Coràsmia de nom Burak Hadjib.
Burak Hadjib, governador d'Esfahan, es dirigia a l'Índia a reunirse amb Djalal al-Din Manguberti i va passar per Bardsir i va derrotar el governador, assetjant al fill a la ciutat. Djalal al-Din Manguberti que tornava llavors de l'Índia (1222) li va donar el govern de Kirman i el títol de Kutlugh Khan. Es creu que després Burak Hadjib va obtenir del califa el títol de sultà. Quan Ghiyath al-Din Pirshah, fill del xa de Coràsmia Ala al-Din Muhammad (germà per tant de Djalal) va anar a Kirman a fer-se càrrec del govern, Burak Hadjib, que havia estat el seu atabeg, va temportitzar, però finalment el va detenir i executar. Llavors va enviar un missatge a Ogodei en què li va oferir la submissió a canvi de seguir en el govern. Així va fundar la dinastia. La seva filla gran Sevinč Khatun foi l'esposa de Txagatai, i altres tres filles es van casar a membres de la dinastia d'atabegs de Yedz.
El seu fill Rukn al-Din Khwadjadjuk fou enviat a la cort del gran kan i estava amb Ogodei quan va morir Burak Hadjib el 6 de setembre de 1235. Un nebot de Burak, de nom Kutb al-Din I Muhammad, va ocupar temporalment el tron i es va casar amb una filla (Kutlugh Tarkan) del seu predecessor. El poder efectiu el van tenir amirs mongols que exercien a Kirman amb el títol de baskaks.
Rukn al-Din va retornar amb un yarligh (decret) d'0godei que li concedia el tron i va assolir el govern el 1236. Kutb al-Din que havia anat a la cort del gran kan buscant el suport per tornar al tron, no va aconseguir res de moment però quan Mongke va succeir a Guyuk el 1248 va obtenir un yarligh pel Kirman i va marxar cap allí el 1252. Kutb al-Din no va resistir i va demanar ajut al califa, sense cap efectivitat, i llavors va tornar a la cort de Mongke on el seu litigi amb el seu cosí va ser vist per un tribunal (yarghu) que no li va donar la raó, i fou entregat al seu rival i executat. Kutb al-Din va regnar fins al 1257 però va estar al servei dels mongols i la seva presència està testimoniada a Almaliq el 1253/1254 i a Tus amb el gran kan el 1256; va poder tornar a Kirman aquest mateix any a condició de tornar el 1257 amb un exèrcit per anar a Bagdad però es va posar malalt i va morir abans.
La seva vídua Tarkan Khatun (o Turkan Khatun), amb suport d'Hulagu que li va enviar un yarligh, va pujar al tron en nom del seu fill infant Muzzafar al-Din I Shah Hadjadjd. Amb ella la prosperitat va ser la norma a Kirman. El país fou aleshores visitat per Marco Polo. Quan el 1270 els mongols del kanat Txagatai van creuar l'Oxus per atacar a Abaqa, la sultana va enviar al seu púpil a Khurasan amb un exèrcit per ajudar a l'il-kan i va reforçar la seva posició personal casant la seva filla Padisha Khatun amb Abaqa. Al seu retorn Muzzafar al-Din I Shah Hadjadjd va intentar reduir la influència de la mare, i ella es va queixar al kan. Llavors Muzzafar al-Din I Shah Hadjadjd es va exiliar a l'Índia i al cap de 10 anys va aconseguir un exèrcit del sultà de Delhi per conquerir el Kirman, però va morir pel camí i l'exèrcit va retornar a l'Índia.
Llavors Djalal al-Din Suyurghatmish ibn Kutb al-Din, fill d'un altra dona de Kut al-Din, que era governador d'un districte occidental del Kirman, va anar al urdus d'Abaqa al Khurasan (amb aprovació de la sultana) i al seu retorn es va incloure el seu nom a la khutba al costat del de Tarkan Khatun, però aquest va voler interferir en política i mercès a la seva filla Padishah Khatun, va obtenir un yarligh que li prohibia cap intervenció al govern. Al morir Abaka, Tarkan va anar a Tabriz però el nou Il-Khan la va despatxar i va nomenar Djalal al-Din Suyurghatmish ibn Kutb al-Din que s'havia refugiat a la cort mongola del gran kan. La sultana no va poder tornar a Kirman i va passar l'hivern a Bardaa i el 1282 va anar a Tabriz on va morir. Suyurghatmish va arribar a Kirman el 1282 i va agafar el govern sense oposició. Al pujar al tron Arghun Khan (1284), Bibi Tarkan, la filla gran de Kutb al-Din i Tarkan Khatun, el fill de la qual Nusrat al-Din Yulukshah tenia molta influència a la cort mongola persa, va acusar Suyurghatmish de malversació i fou deposat; se li van exigir comptes i es van enviar agents a Kirman a cobrar els impostos. El deposat va aconseguir permís per anar a la cort del gran kan i finalment en tornar es va arribar a un acord: La seva germanastre Padishah Khatun (vídua d'Abaqa) es va casar amb Gaykhatu mentre Suyurghatmish es casava amb Kurdudjin, filla de Mangu Temur ibn Hulagu i d'Abish Khatun (filla de Sad ibn Zengi). Suyurghatmish es va comprometre a pagar pel Kirman una suma de 600.00 dinars de les que en retindria 390.000 per les despeses. Mentre va estar absent la situació econòmica va anar malament i la fam va tornar; el preu del blat era alt i els turcmans saquejaven les poblacions. Després de posar orde va dedicar grans sumes a obres de caritat i a construcció d'una madrassa, un khankah i un hospital; fou patró de les classes religioses. Va sotmetre al Makran que va haver de pagar tribut. Hi va haver atacs dels nikudaris o karawuns que des de Sistan començaven a envair Kirman (des de 1278/1279) i havien arribat al golf Pèrsic (1281/1282) saquejant la rodalia de Bardsir (1284/1285).
Arghun Khan va morir el 1291 y Suyurghatmish va aprofitar els desordes que van seguir per fer-se independent a l'hivern del 1291-1292; es va apoderar d'Hormuz i en tornar va establir una nova manera de recaptar (en tres vegades). Mentre Gaykhatu va enviar a Padishah Khatun per governar Kirman; aquesta va fer arrestar a Suyurghatmish i el va empresonar i encara que es va poder escapar amb ajut de la seva esposa Kurdudjin, fou capturat i executat el 1294. El 1294/1295 Kurdudjin, encoratjada per la pujada al tron de Baydu, va assetjar Bardsir i va fer presonera a Padishah Khatun a la que va executar governant llavors la província sota el control d'un baskak mongol.
Baydu fou derrocat ràpidament per Ghazan Khan i va nomenar Kirman a Muhammad Shah ibn Shah Hadjadj, que estava a la seva cort. Durant els primers anys Nusrat al-Din Yuluk Shah (fill de Bibi Khatun) i tot seguit el seu germà Suyuk Shah van disputar el poder i la lluita es va estendre entre funcionaris que donaven suport a un o altre, i entre els amirs. La imposició de més impostos va provocar la represa dels atacs dels karawun (1298/1299). Fakhr al-Din fou nomenat wazir de Kirman per Ghazan i això va portar a una revolta general. Els rebels es van tancar a Bardsir i les tropes mongoles van tardar deu mesos a sotmetre la ciutat. Finalment les defenses foren destruïdes per aparells de setge portats del Fars i construïts per especialistes de Mossul. Els caps rebels foren executats i Suyuk Shah enviat a Tabriz i executat. La situació pèssima va millorar una mica en endavant però la mort de Muhammad el 1303 (o 1304) ho va tirar altre cop tot enlaire.
Shah Djahan ibn Suyurghatmish fou nomenat al seu lloc. En aquest temps s'esmenta com a governador mongol a Mahmud (fill de Rashid al-Din) i després (1305) Nasir al-Din ibn Muhammad ibn Burhan descendent de Shihab al-Din de Ghur. A la mort d'Oldjeitu (1316) Shah Djahan es va voler fer independent però fou revocat (1318) i fou el darrer membre de la dinastia i després van exercir governadors mogols il-kànides fins al 1340.

## Llista de sobirans
títol kan i sultà
- Burak Hadjib 1222-1235
- Kutb al-Din I Muhammad 1235-1236
- Rukn al-Din Khwadjadjuk 1236-1252
- Kutb ad-Din I Muhammad (segona vegada) 1252-1257
- Muzzafar al-Din I Shah Hadjadjd 1257-127 ?
- Tarkan o Turkan Khatun (sultana) 1257 -1282
- Djalal ad-Din Abu l-Muzzafar Suyurghatmish ibn Kutb al-Din 1282-1292
- Safvat al-Din Padishah Khatun (sultana) 1292-1295
- Yuluk Shah 1295
- Muzzafar ad-Din II Mohammed Shah ibn Shah Hadjadj 1295-1301
- Suyuk Shah 1301-1302
- Muzzafar ad-Din II Mohammed Shah ibn Shah Hadjadj 1302-1303 o 1304
- Shah Djahan ibn Suyurghatmish 1304-1318